# Гостинне (Люблінське воєводство)
Гостинне (пол. Hostynne) — село в Польщі, у гміні Вербковичі Грубешівського повіту Люблінського воєводства. Населення — 319 осіб (2011).

## Історія
1732 року вперше згадується церква в селі.
За даними етнографічної експедиції 1869—1870 років під керівництвом Павла Чубинського, у селі проживали греко-католики, які розмовляли українською мовою.
У міжвоєнні 1918—1939 роки польська влада в рамках великої акції руйнування українських храмів на Холмщині і Підляшші знищила місцеву православну церкву.
У 1943 році в селі проживало 569 українців і 61 поляків, на сусідній однойменній колонії — 595 поляків і 4 українці. У 1943—1944 роках польські шовіністи вбили в селі 6 українців.
16-20 червня 1947 року під час операції «Вісла» польська армія виселила з Гостинного на приєднані до Польщі північно-західні терени 3 українців. У селі залишилося 498 поляків. Ще 3 невиселені українці підлягали виселенню.
У 1975—1998 роках село належало до Замойського воєводства.

## Населення
Демографічна структура станом на 31 березня 2011 року:
|          | Загалом | Допрацездатний вік | Працездатний вік | Постпрацездатний вік |
| -------- | ------- | ------------------ | ---------------- | -------------------- |
| Чоловіки | 152     | 37                 | 99               | 16                   |
| Жінки    | 167     | 32                 | 90               | 45                   |
| Разом    | 319     | 69                 | 189              | 61                   |

## Відомі особи
У селі народився Антін Павлось (1905—1954) — український скульптор.